# Spitzingsee
Der Spitzingsee ist ein Bergsee in den Alpen im Süden Bayerns. Der See wurde auf alten Karten auch als „Stump See“ oder „Stümpfsee“ bezeichnet. Am Spitzingsee liegt der gleichnamige Ort Spitzingsee.

## Lage
Der Spitzingsee liegt etwa fünf Kilometer südlich des Schliersees und wenige hundert Meter südlich des Spitzingsattels auf 1084 m Höhe in den Schlierseer Bergen im Mangfallgebirge der Bayerischen Alpen. Mit 28,3 Hektar Fläche ist er einer der größten Bergseen Bayerns. In der Mitte ist er durch zwei von Ost und West in den See vorspringende Halbinseln eingeschnürt. Er ist im Südbecken bis zu 16,3 Meter tief, im Nordbecken bis zu 10,4 Meter. Ihm entfließt im Süden die Rote Valepp, die sich bei der Kaiserklause (Forsthaus Valepp) mit der Weißen Valepp zur Valepp vereinigt, welche, in Tirol dann Grundache und schließlich Brandenberger Ache genannt, in den Inn entwässert. Der Spitzingsee hat mit 7,51 km² ein vergleichsweise großes Wassereinzugsgebiet.
Der See ist Eigentum des Freistaates Bayern, für die Verwaltung ist die Bayerische Verwaltung der staatlichen Schlösser, Gärten und Seen zuständig.

## Ortschaft
Das Kirchdorf Spitzingsee am Seeufer zählt etwa 200 Einwohner und gehört zum Markt Schliersee.

## Umliegende Bergwelt
Die bekanntesten Gipfel des Mangfallgebirges rund um den Spitzingsee heißen Jägerkamp, Aiplspitz, Rauhkopf, Taubenstein, Rotwand (1884 m), Ruchenköpfe, Stolzenberg, Rotkopf, Roßkopf, Stümpfling, Bodenschneid und Brecherspitz.
Die bewirtschafteten Alpenvereinshäuser in dieser Region sind die Schönfeldhütte, das Taubensteinhaus, das Rotwandhaus, das Blecksteinhaus, die Albert-Link-Hütte und das Bodenschneidhaus.

## Tourismus
Der Marco Polo Reiseführer kürte den Spitzingsee 2024 als den „kleinen Unbekannten unter den Seen um München“. Laut Südkurier ist der See dort aber so bekannt wie das Hofbräuhaus.

### Ski- und Wandergebiet
Das Skigebiet Spitzingsee rund um den Stümpfling liegt im Südwesten des Sees. Es ist durch zwei Sesselbahnen und einen Schlepplift zu erreichen und bietet zahlreiche leichte Abfahrten. Seit einigen Jahren wurden mehrere Millionen Euro in die Modernisierung investiert. So wurden zwei alte Doppelsesselbahnen durch kuppelbare Vierersesselbahnen mit Wetterschutzhauben ersetzt und ein neuer Kinderlift gebaut; die meisten Pisten werden künstlich beschneit. Die Lifte Obere Firstalm und Brecherspitze wurden zurückgebaut.
Ein weiteres Teilgebiet am Taubenstein liegt im Osten des Sees. Der Liftbetrieb im Winter ist mittlerweile eingestellt, so dass das Gebiet nur noch von Tourengehern benutzt wird. Es ist durch eine Kabinenumlaufbahn (Taubensteinbahn) aus dem Jahr 1971 erschlossen, die weiterhin außerhalb der Skisaison Wanderer befördert. Es gab einige schwere Pisten, die durch Schlepplifte erschlossen waren. Die Talabfahrt wies ein längeres Flachstück mit geringfügiger Gegensteigung auf, das mit einem Seillift abgekürzt werden konnte. Zwischen den Talstationen verkehrte in der Hauptsaison ein kostenloser Pendelbus im Fünfzehnminutentakt. Nachdem jahrzehntelang nicht mehr nennenswert investiert wurde, bot dieses Gebiet den Charme von Skifahren wie anno dazumal. Es gab keine künstliche Beschneiung; der Betrieb in diesem Gebiet endete in manchen Jahren schon im Februar. Die Talabfahrt wurde dann noch von zahlreichen Skitourengehern aus dem Rotwandgebiet benutzt. 2015 gab der Betreiber die Einstellung des Skibetriebes aus wirtschaftlichen Gründen bekannt. Bereits in den Jahren zuvor war das Skigebiet nur noch an Wochenenden und in den Schulferien in Betrieb. Der Sommerbetrieb der Taubensteinbahn bleibt erhalten.
Das Gebiet wird gut durch Busverkehre erschlossen, wie durch die Linie 362 vom Bahnhof Schliersee und über Neuhaus; immer im Stundentakt, am Wochenende im Halbstundentakt. Vom Bahnhof Neuhaus an der Bahnstrecke Schliersee–Bayrischzell sind es über einen Wanderweg sechs Kilometer bis zum Spitzingsee.  
Teilweise kostenpflichtige Parkplätze stehen am Kurvenlift, an der Stümpflingbahn und an der Taubensteinbahn (Gondelbahn) zur Verfügung.
Von der Oberen Firstalm aus kann man im Winter mit dem Rodel über die 2,5 km lange Forststraße zum Spitzingsattel-Parkplatz abfahren.

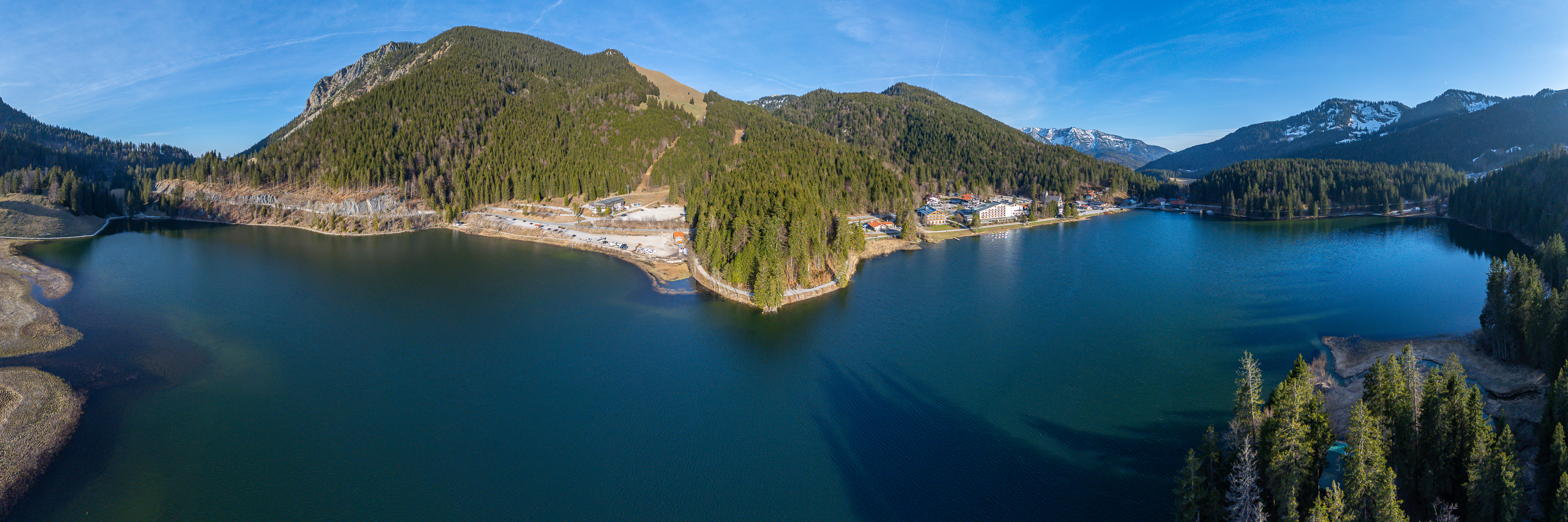
Luftbild-Panorama
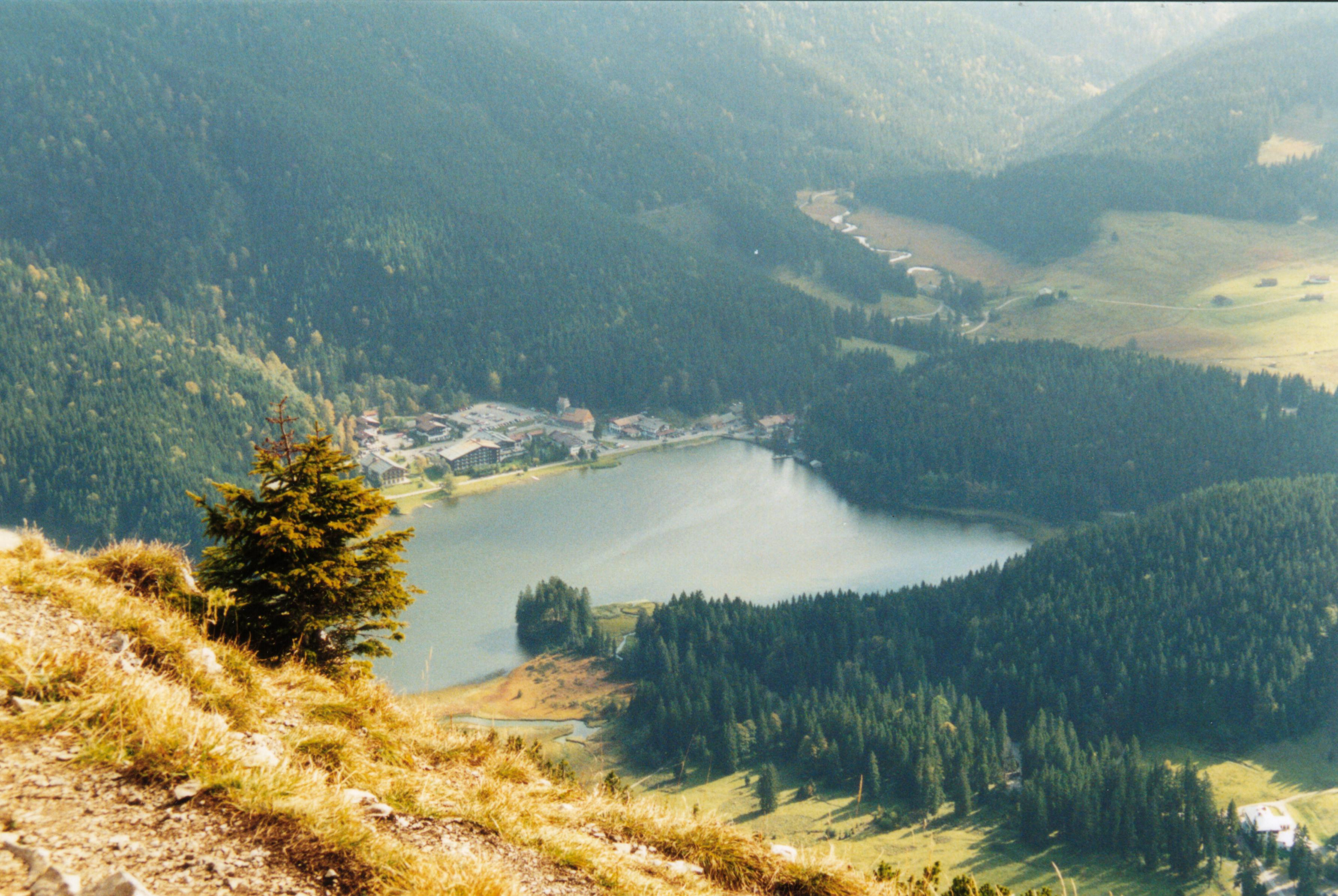
Blick vom Brecherspitz auf den Spitzingsee
Blick in Richtung Untere Firstalm
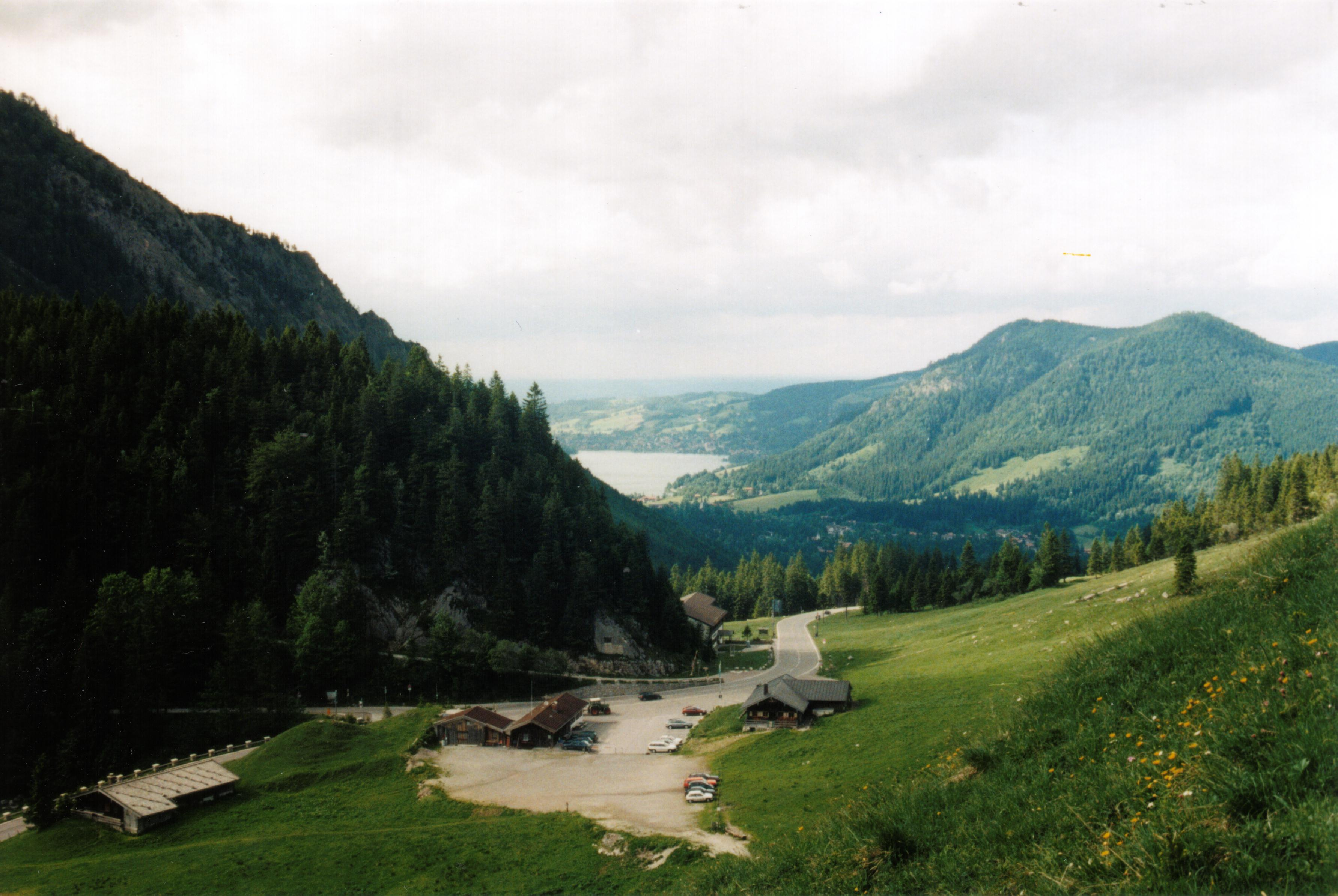
Blick über den Spitzingsattel zum Schliersee
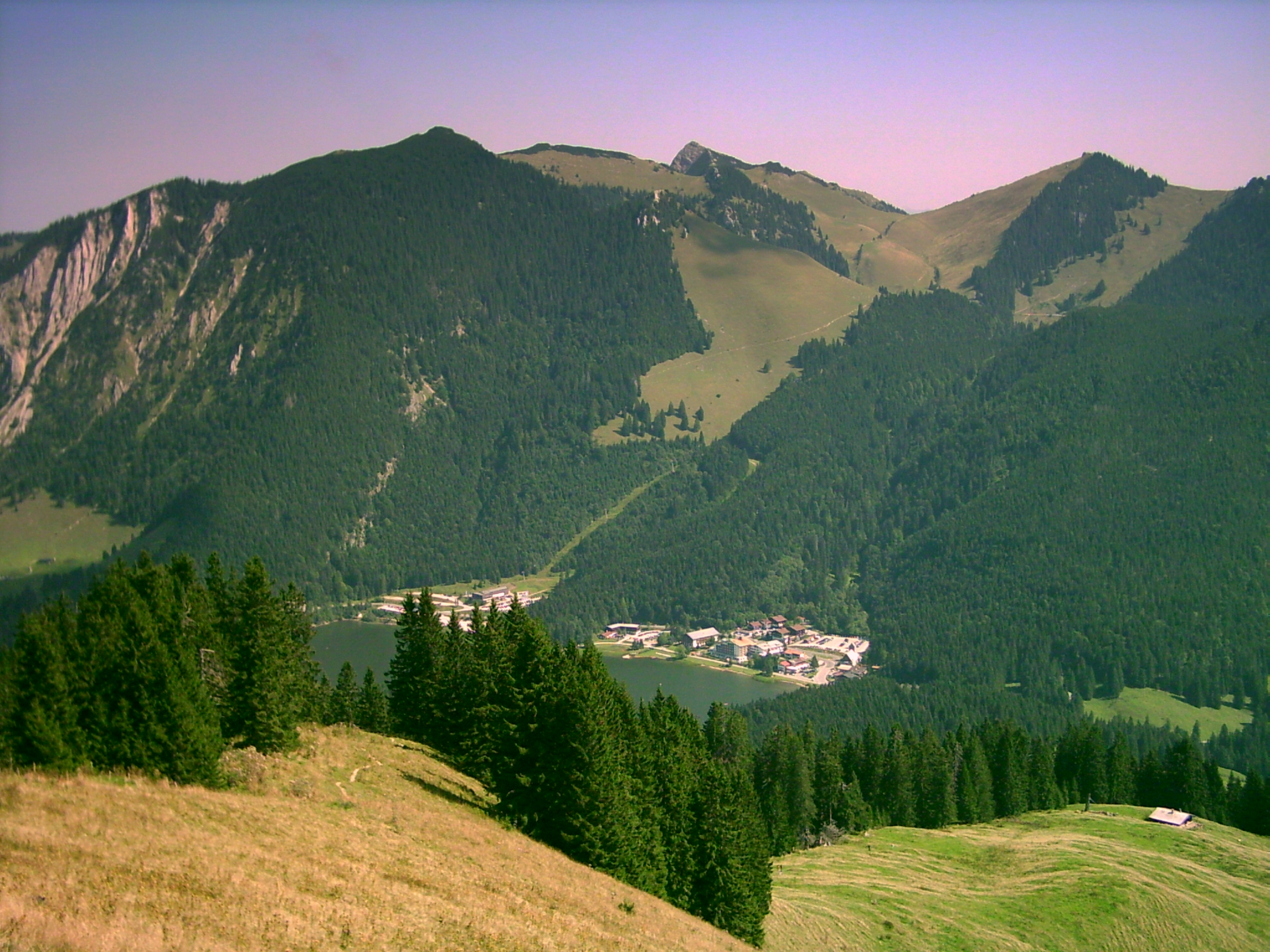
Blick vom Rosskopf auf den Spitzingsee
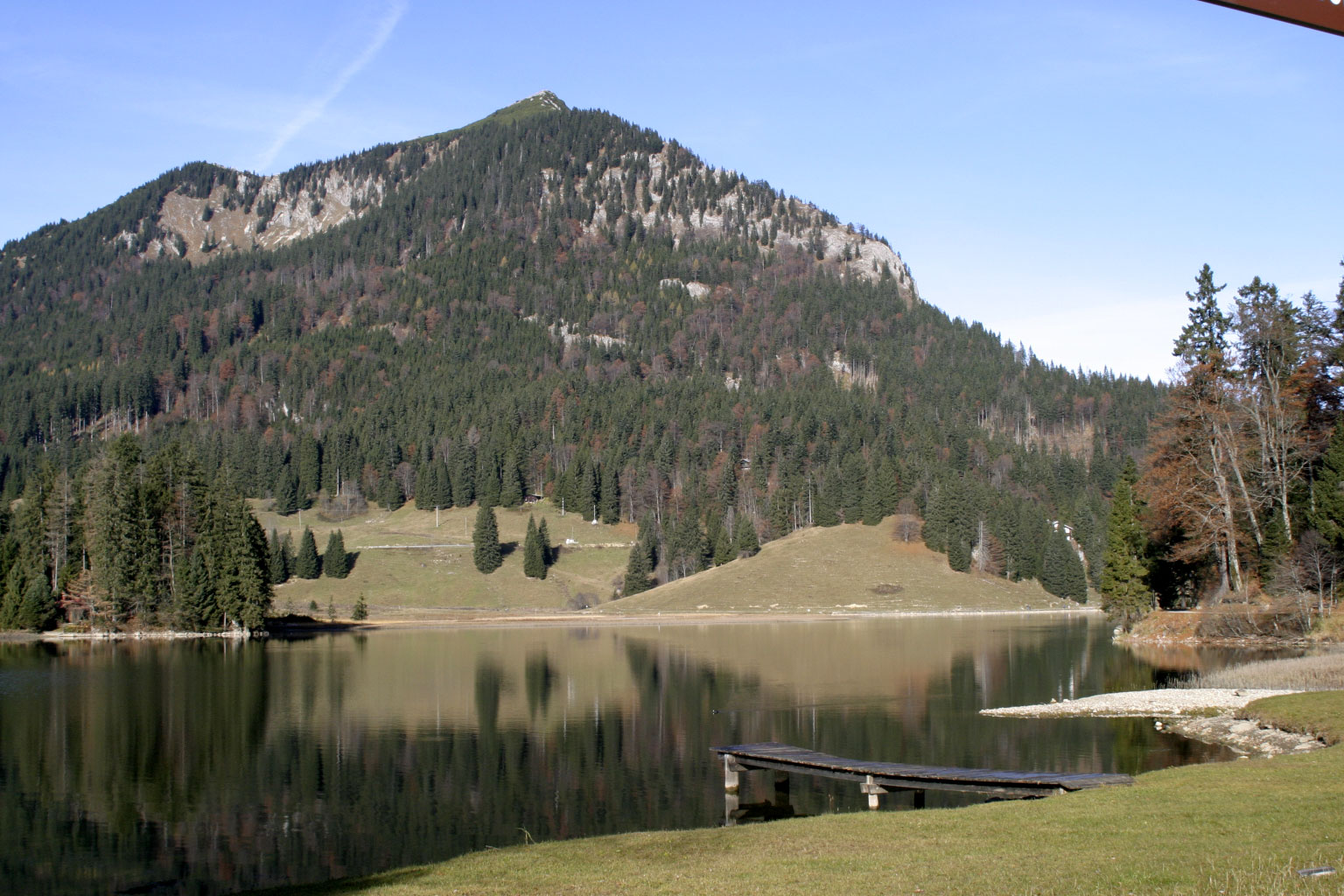
Blick vom Ort über den See
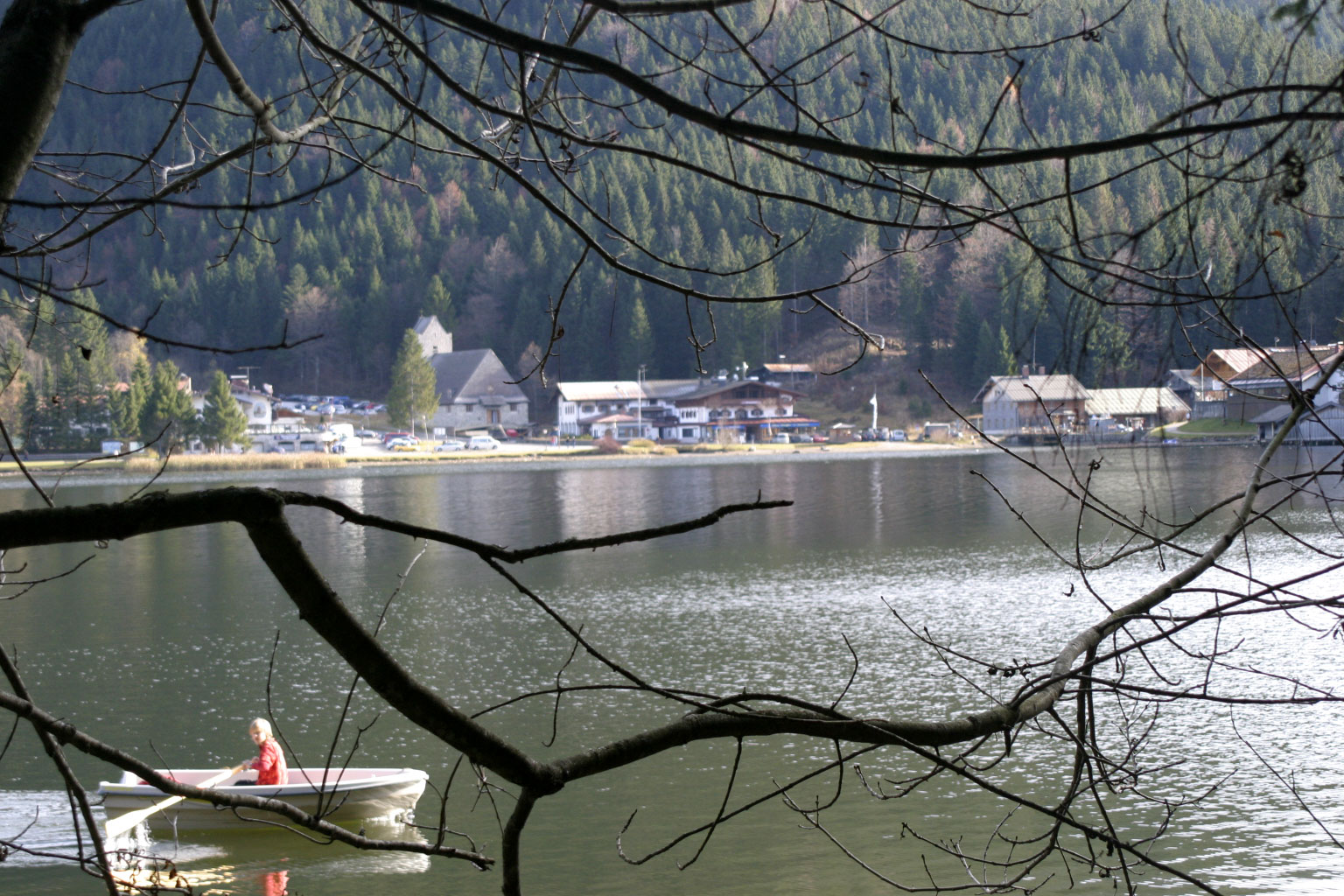
Blick über den See auf den Ort
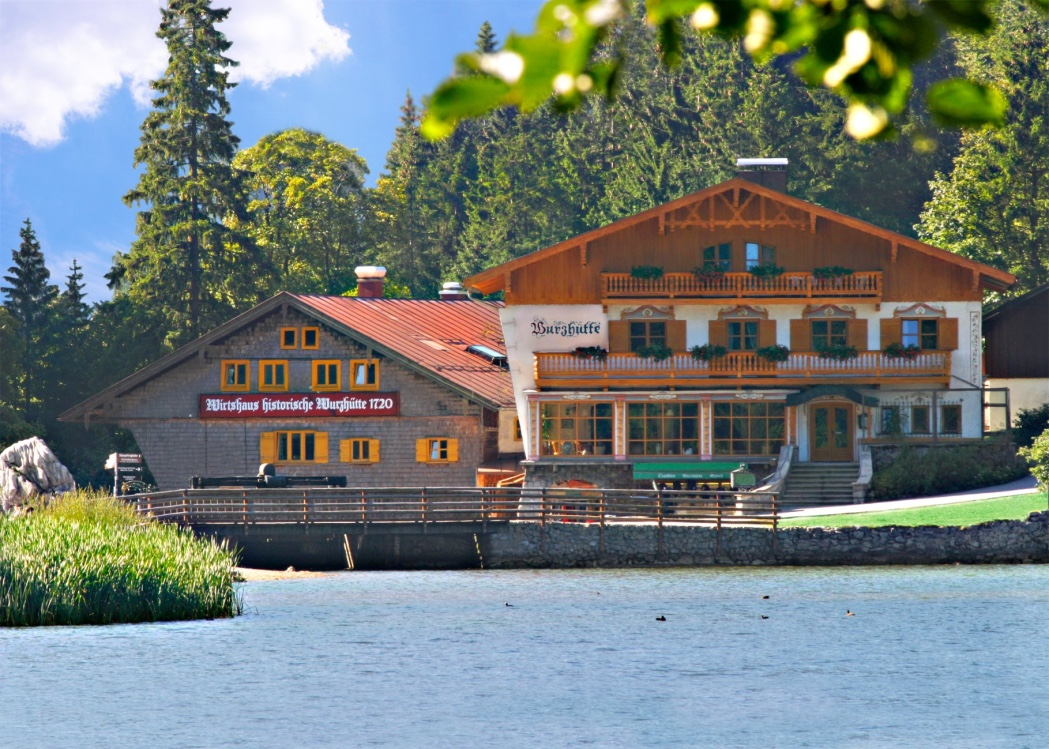
Alte Wurzhütte
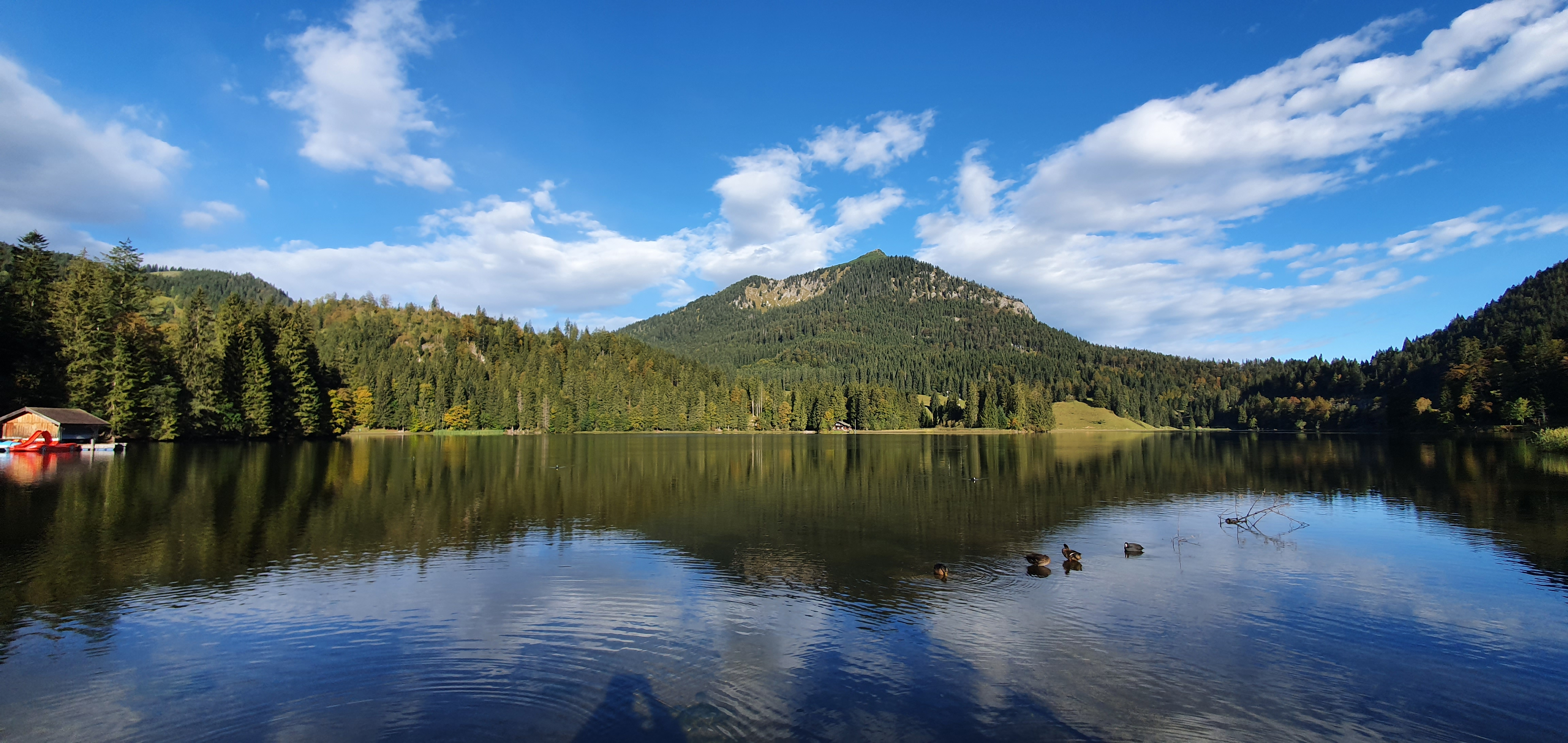
Blick in Richtung Brecherspitz
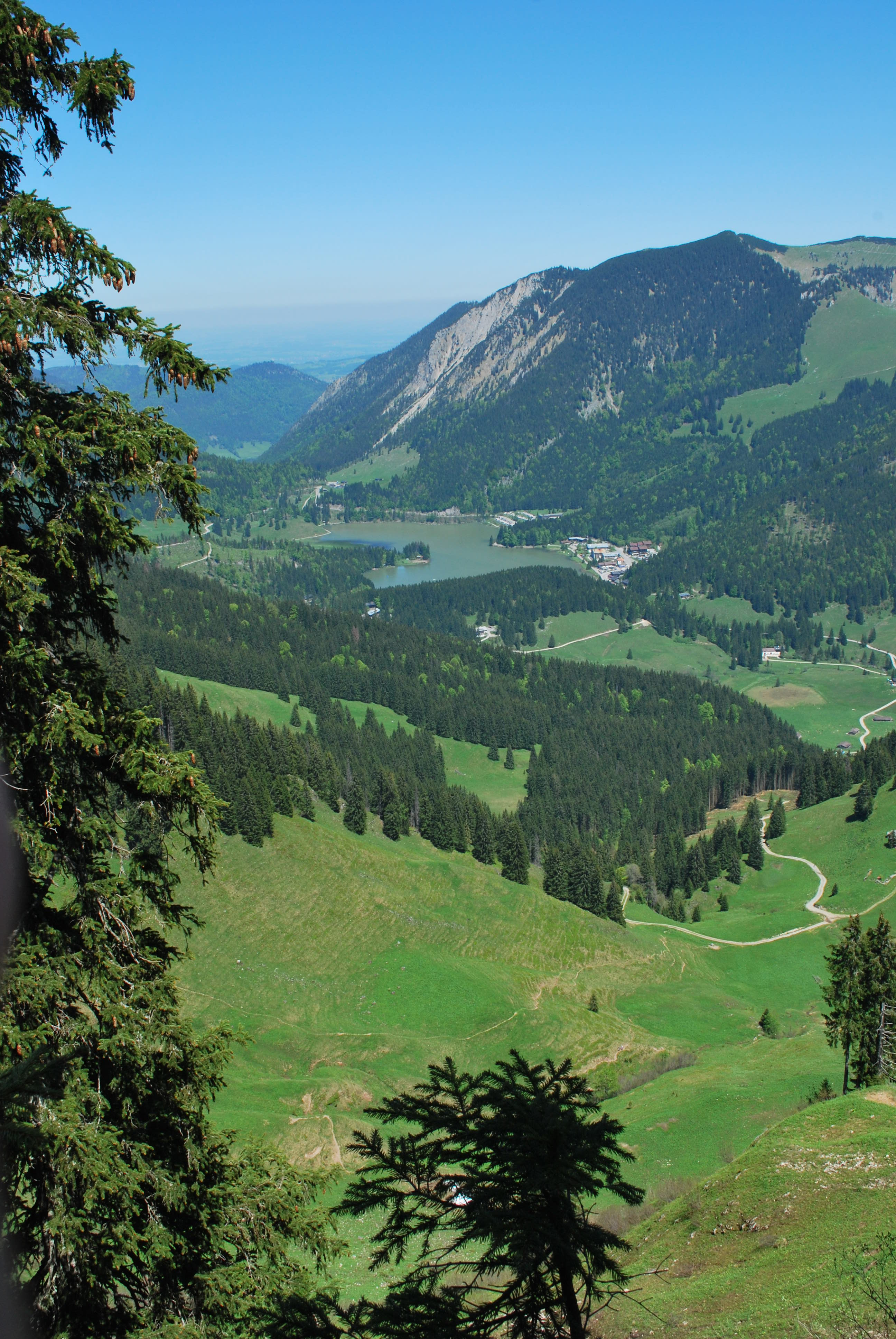
Blick vom Stolzenberg auf Spitzingsee